# Musikjahr 1636
Liste der Musikjahre

◄◄ | ◄ | 1632 | 1633 | 1634 | 1635 | Musikjahr 1636 | 1637 | 1638 | 1639 | 1640 | ► | ►►

Weitere Ereignisse
Dieser Artikel behandelt das Musikjahr 1636.

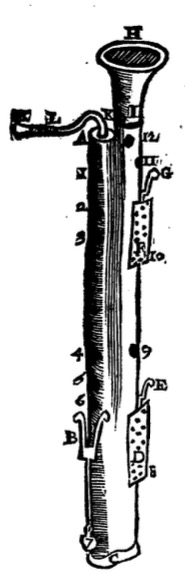
Darstellung eines Dulzians oder Fagotts in Marin Mersennes Harmonie universelle

## Ereignisse
- 00. Januar: Johann Erasmus Kindermann, der im Frühjahr 1635 zu einem etwa einjährigen Studienaufenthalt nach Italien gereist war, kehrt auf Weisung des Nürnberger Rates in seine Heimatstadt zurück und wird als zweiter Organist an der Frauenkirche angestellt.
- 14. Februar: Die Musikalischen Exequien von Heinrich Schütz werden beim Begräbnis von Heinrich Posthumus Reuß erstmals aufgeführt.
- 23. Februar oder 24. Februar: Die Masque Triumphs of the Prince d’Amour von William Davenant wird aufgeführt, mit Musik, die von den Brüdern Henry und William Lawes komponiert wurde.
- August: König Karl I. (England) und Königin Henrietta Maria besuchen die Oxford University. Sie werden mit Theaterstücken unterhalten, von denen zwei – William Strodes The Floating Island und William Cartwrights The Royal Slave – Musik von Henry Lawes enthalten.
- Die erste Ausgabe der Cithara sanctorum (deutsch: „Harfe der Heiligen“) erscheint bei dem Buchdrucker Benedikt Brewer in Leutschau.
- Vittoria Aleotti wird Priorin des Augustinerklosters San Vito in Ferrara.
- John Ward zieht in die Grafschaft Essex.

## Instrumental- und Vokalmusik (Auswahl)
- Manuel Cardoso
  - zweites Buch der Messen zu vier, fünf und sechs Stimmen, Lissabon: Laurenco Craesbeck
  - Missae de Beata Virgine Maria, drittes Buch zu vier, fünf und sechs Stimmen, Lissabon: Laurenco Craesbeck
- Eustache du Caurroy – Missa pro defunctis zu fünf Stimmen, Paris: Pierre Ballard (posthum veröffentlicht)
- Ignazio Donati
  - Li vecchiarelli, et perregrini zu zwei, drei und vier Stimmen, op. 13, Venedig: Alessandro Vincenti
  - zweites Buch der Motetten zu einer Stimme, op. 14, Venedig: Alessandro Vincenti
- Melchior Franck
  - Paradisus Musicus, Teil 1, Nürnberg: Wolfgang Endter (Sammlung von Motetten mit Texten aus dem Buch Jesaja)
  - Paradisus Musicus, Teil 2, Nürnberg: Wolfgang Endter
- Filipe de Magalhães – Cantica Beatissimae Virginis, Lissabon: Laurenco Craesbeck
- Carlo Milanuzzi – Hortus sacer deliciarum zu einer, zwei und drei Stimmen, op. 19, Venedig: Alessandro Vincenti
- Heinrich Schütz – Kleine geistliche Konzerte, Teil 1

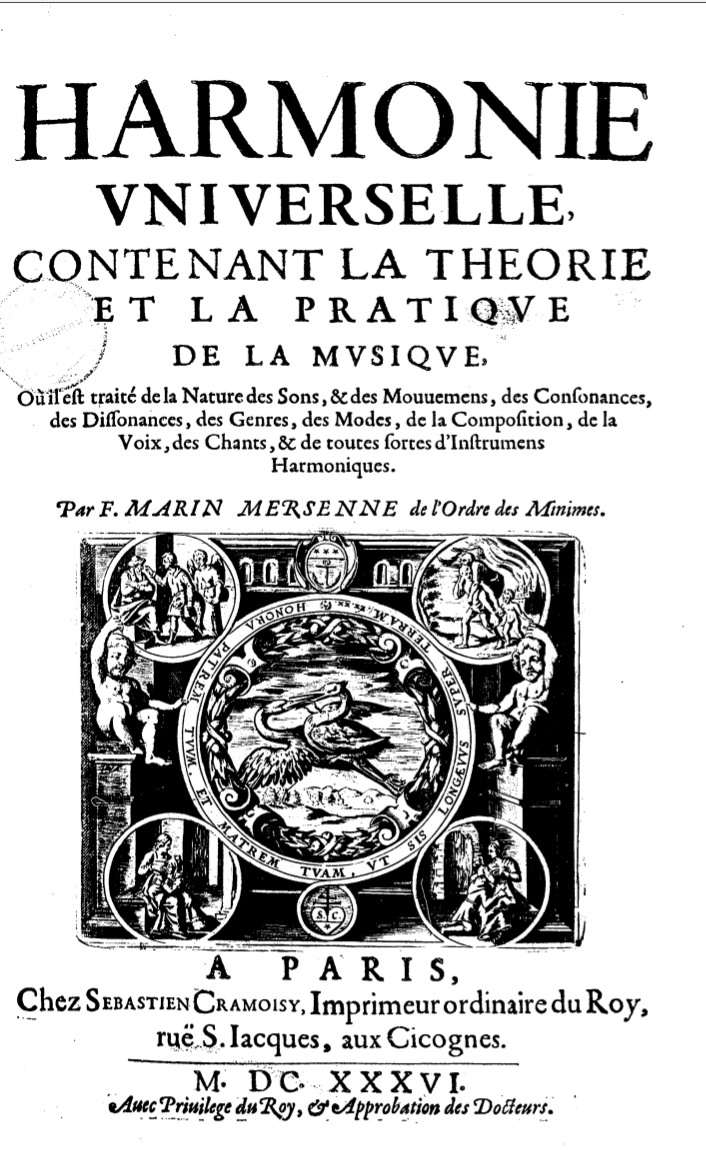
Marin Mersenne – Harmonie universelle: Contenant la théorie et la pratique de la musique, Paris 1636

## Musiktheoretische Schriften
- Marin Mersenne – Harmonie universelle: Contenant la théorie et la pratique de la musique, Paris

## Geboren

### Geburtsdatum gesichert
- 29. April: Esaias Reusner der Jüngere, deutscher Lautenist und Komponist († 1679)
- 24. Juni: Giovanni Battista degli Antonii, italienischer Barockkomponist († 1698)
- 17. August: Johann Caspar Horn, deutscher Komponist, Jurist und Arzt († 1722)
- 10. September: Jonas Rudberus, schwedischer Orgelbauer und Pastor († 1697)
- 00. Dezember: Johann Georg Reuschel, deutscher evangelischer Kantor, Schullehrer und Komponist († 1710)

### Genaues Geburtsdatum unbekannt
- Lodovico Ottavio Burnacini, italienischer Architekt, Grafiker, Bühnen- und Kostümbildner († 1707)
- Wolfgang Michael Mylius, deutscher Komponist und Kapellmeister († 1712 oder 1713)

### Geboren vor 1636
- Christian Engelmann, deutscher Hofmusiker († unbekannt)
- Jobst Heider, deutscher Organist, Cembalist und Komponist († 1663)
- Samuel Strohmeyer, deutscher Hofmusiker und Instrumentenbauer († nach 1657)

### Geboren um 1636
- Lluís Vicenç Gargallo, spanischer Komponist und Kapellmeister († 1682)

## Gestorben

### Todesdatum gesichert
- 00. August: Léonard de Hodémont, belgischer Komponist (* um 1575)
- 07. September: Erhard Bodenschatz, deutscher Pastor, Kantor und Komponist (* um 1576)

### Genaues Todesdatum unbekannt
- Vinko Jelić, kroatischer Komponist (* 1596)
- Ferdinando di Lasso, deutscher Komponist (* 1592)
- Wincenty Lilius, polnischer Komponist italienischer Herkunft (* um 1570)

### Gestorben nach 1636
- Wolfhart Spangenberg, Straßburger Dichter und Minnesänger (* 1567)